# Nóvoye Seló (Krasnodar)
Nóvoye Seló (del ruso: Новое Село) es un seló del raión de Briujovétskaya del krai de Krasnodar en el sur de Rusia. Está situado a orillas del río Beisuzhok Derecho, afluente del Beisug, 36 km al este de Briujovétskaya y 99 km al norte de Krasnodar, la capital del krai. Tenía 1 311 habitantes en 2010.
Es cabeza del municipio rural Novosélskoye.

## Historia
La localidad fue fundada en 1830. Tras la revolución rusa de 1917, en el marco de la colectivización en la Unión Soviética, sus tierras fueron incluidas en el koljós Novi Put.